# 周纪昌
周纪昌（1950年—），汉族，中华人民共和国政治人物、第十一届全国政协委员。
加入中国共产党，担任中国交通建设集团有限公司董事长、总经理、党委副书记。2008年，当选第十一届全国政协委员，代表经济界，分入第三十五组。并担任提案委员会专委。